# Moteur bicylindre en V
Un moteur bicylindre en V, aussi appelé V-twin et moteur V2, est un moteur à explosion à deux cylindres. Ces derniers sont disposés dans une configuration en V.
Bien qu'ils soient largement associés aux motocyclettes, les moteurs V-twin sont également produits pour l'industrie de l'équipement électrique et se retrouvent souvent dans les tondeuses à gazon, les petits tracteurs et les générateurs électriques, plus rarement à bord d'automobiles.

## Histoire

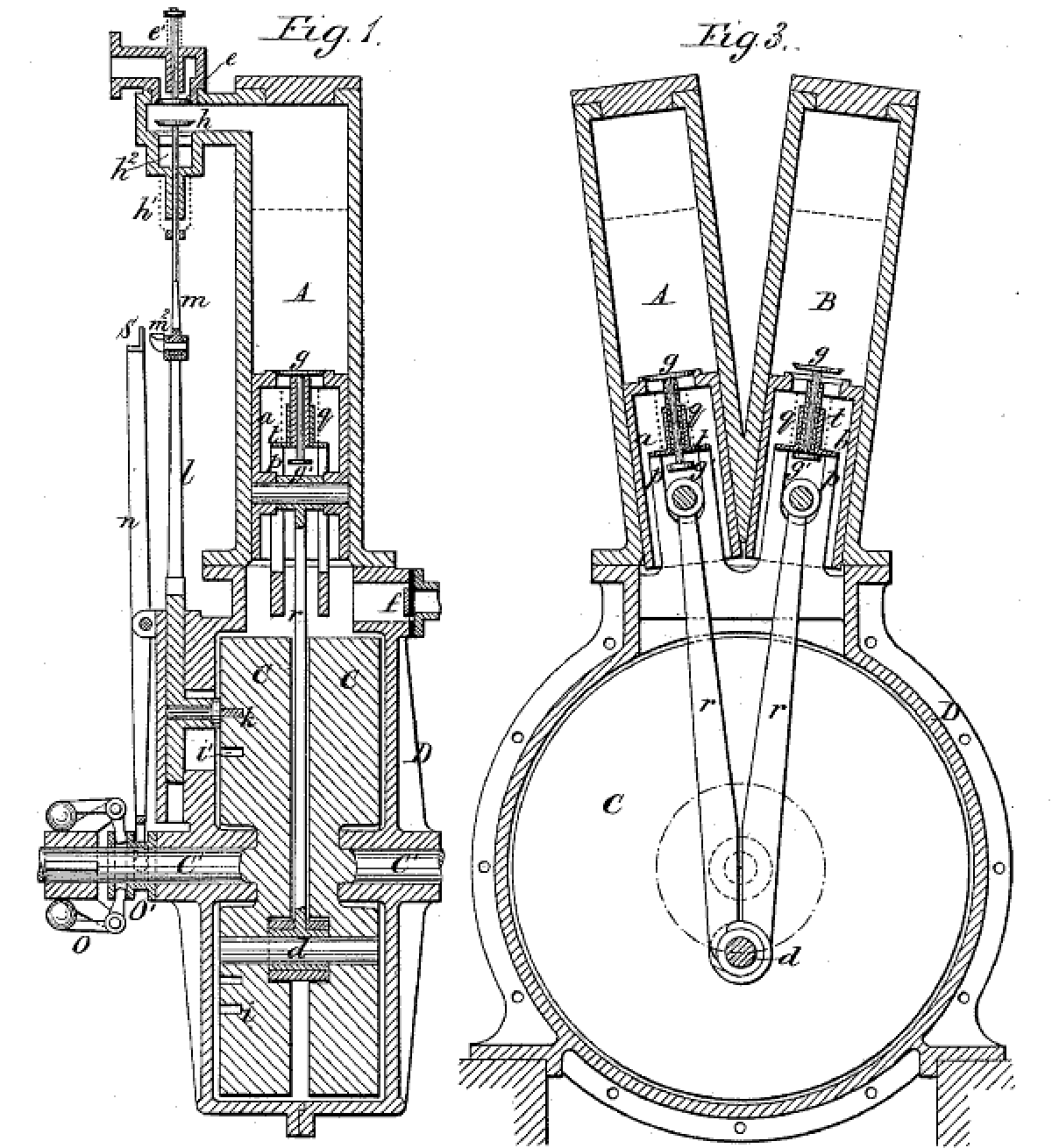
Le moteur bicylindre en V de Gottlieb Daimler en 1889.

Gottlieb Daimler construisit un moteur bicylindre en V en 1889. Il était utilisé comme source d'énergie permettant le déplacement des bateaux . Il a aussi été utilisé dans la seconde automobile de Daimler en 1889, la Stahlradwagen. Le moteur était aussi fabriqué sous licence en France par Panhard et Levassor.

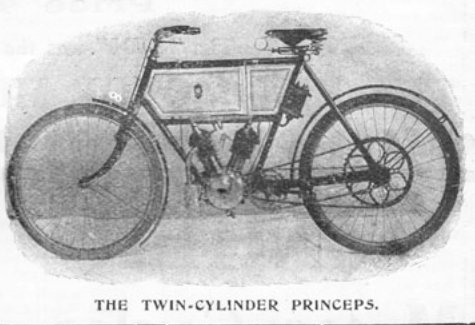
Bicylindre en V Princeps (novembre 1902).

En novembre 1902, la Princeps AutoCar Co (Royaume-Uni) fit une publicité pour la vente du motocyclette bicylindre et en 1903, d'autres bicylindres furent produits par d'autres entreprises, dont la 90 degree XL-ALL (fabriquée par Eclipse Motor & Cycle Co au Royaume-Uni). En 1903 également, Glenn Curtiss, aux États-Unis, et NSU, en Allemagne, commencèrent à construire des moteurs bicylindres en V pour leurs motos. Peugeot, qui utilisait des moteurs bicylindre en V de Daimler fabriqué par Panhard dans ses premières voitures,, construisit ses propres moteurs en bicylindre en V au début du XXe siècle. Une moto Norton équipée du moteur V-twin de Peugeot remporta le premier Tourist Trophy de l'île de Man en 1907.